# Kruszki (województwo podlaskie)
Kruszki (daw. Krużki) – wieś w Polsce położona w województwie podlaskim, w powiecie suwalskim, w gminie Przerośl.
Wieś królewska starostwa niegrodowego przeroskiego położona była w końcu XVIII wieku w powiecie grodzieńskim województwa trockiego. Do 1954 roku miejscowość była siedzibą gminy Pawłówka. W latach 1975–1998 miejscowość administracyjnie należała do województwa suwalskiego.